# تیجانی ریندرس
تیجانی ریندرس (به هلندی: Tijjani Martinus Jan Reijnders Lekatompessy؛ زادهٔ ۲۹ ژوئیهٔ ۱۹۹۸) بازیکن فوتبال اهل هلند است که برای باشگاه فوتبال منچستر سیتی بازی می‌کند.
وی همچنین در تیم ملی فوتبال زیر ۱۹ سال هلند بازی کرده‌است.

## زندگی شخصی
پدر تیجانی، مارتین ریندرس بازیکن سابق فوتبال است. برادر وی الیانو ریندرس نیز بازیکن فوتبال است.
ریندرس، به‌علت تابعیت مادرش می‌تواند برای تیم ملی اندونزی نیز بازی کند.